# Србија на Светском првенству у атлетици на отвореном 2017.
Србија је на Светском првенству у атлетици на отвореном 2017. одржаному Лондону од 4. до 13. августа, учествовала шести пут као самостална земља, са 8 атлетичара (3 мушкарца и 5 жена) у 8 дисциплина (3 мушке и 5 женских).,.
На овом првенству представници Србије нису освојили ниједну медаљу.
У табели успешности према броју и пласману такмичара који су учествовали у финалним такмичењима (првих 8 такмичара) Србија је са 1 учесником у финалу делила 49. место са 5 бодова..
| Пл.  | Земља  | 1. место | 2. место | 3. место | 4. место | 5. место | 6. место | 7. место | 8. место | Бр. фин. | Бод. |
| ---- | ------ | -------- | -------- | -------- | -------- | -------- | -------- | -------- | -------- | -------- | ---- |
| =49. | Србија | 0        | 0        | 0        | 1        | 0        | 0        | 0        | 0        | 1        | 5    |

## Учесници
| Мушкарци: - Милан Ристић — 110м препоне - Лазар Антић — Скок удаљ - Михаил Дудаш — Десетобој | Жене: - Тамара Салашки — 400 м - Амела Терзић — 1.500 м - Теодора Симовић — Маратон - Ивана Шпановић — Скок удаљ - Драгана Томашевић — Бацање диска |  |

## Резултати

### Мушкарци
| Атлетичар    | Дисциплина    | Лични рекорд | Квалификације   | Квалификације   | Полуфинале           | Полуфинале           | Финале               | Финале               | Детаљи |
| Атлетичар    | Дисциплина    | Лични рекорд | Резултат        | Место           | Резултат             | Место                | Резултат             | Место                | Детаљи |
| ------------ | ------------- | ------------ | --------------- | --------------- | -------------------- | -------------------- | -------------------- | -------------------- | ------ |
| Милан Ристић | 110 м препоне | 13,39 НР     | Дисквалификован | Дисквалификован | Није се квалификовао | Није се квалификовао | Није се квалификовао | Није се квалификовао |        |
| Лазар Антић  | Скок удаљ     | 8,15         | 7,71            | 10. у гр. Б     |                      |                      | Није се квалификовао | 23 / 31 (32)         |        |

#### десетобој
| Дисциплина   | Михаил Дудаш | Михаил Дудаш     | Михаил Дудаш | Михаил Дудаш | Михаил Дудаш | Михаил Дудаш |
| Дисциплина   | Лич. рек.    | Резултат         | Бод.         | Плас.        | Укупно       | Плас.        |
| ------------ | ------------ | ---------------- | ------------ | ------------ | ------------ | ------------ |
| 100 м        | 10,67        | 10,75 (.749) ЛРС | 917          | 6            | 917          | 6.           |
| Скок удаљ    | 7,63         | 7,46             | 925          | 9.           | 1.842        | 7.           |
| Бацање кугле | 14,24        | 13,02 ЛРС        | 668          | 29.          | 2.510        | 13.          |
| Скок увис    | 2,04         | 2,02 ЛРС         | 822          | 11.          | 3.332        | 13.          |
| 400 м        | 47,47        | 48,08            | 905 ЛРС      | 4            | 4.237        | 8.           |
| 110 препоне  | 14,39        | Диск.            | 0            |              | 4.237        | 26.          |
| Бацање диска | 47,34        | 43,23            | 730          | 14.          | 4.967        | 25.          |
| Скок мотком  | 4,90         | НС               |              |              |              |              |
| Бацање копља | 59,98        |                  |              |              |              |              |
| 1.500 м      | 4:24,30      |                  |              |              |              |              |
| Укупно       | 8.275        |                  |              |              | НЗ           |              |

### Жене
| Атлетичарка       | Дисциплина   | Лични рекорд | Квалификације | Квалификације | Полуфинале            | Полуфинале            | Финале                | Финале       | Детаљи |
| Атлетичарка       | Дисциплина   | Лични рекорд | Резултат      | Место         | Резултат              | Место                 | Резултат              | Место        | Детаљи |
| ----------------- | ------------ | ------------ | ------------- | ------------- | --------------------- | --------------------- | --------------------- | ------------ | ------ |
| Тамара Салашки    | 400 м        | 51,89 НР     | 52,13         | 5. гр 6       | Нису се квалификовале | Нису се квалификовале | Нису се квалификовале | 23 / 49      |        |
| Амела Терзић      | 1.500 м      | 4:04,77 НР   | 4:08,55       | 12. у гр. 1   | Нису се квалификовале | Нису се квалификовале | Нису се квалификовале | 22 / 43 (44) |        |
| Теодора Симовић   | маратон      | 2:41:47      |               |               |                       |                       | 2:59:01               | 75 / 78 (92) |        |
| Ивана Шпановић    | скок удаљ    | 7,10 НР      | 6,91 кв       | 3. у гр. А    |                       |                       | 6,96                  | 4 / 30       |        |
| Драгана Томашевић | Бацање диска | 63,63 НР     | 57,78         | 11. гр Б      | Није се квалификовала | 18 / 29 (30)          |                       |              |        |